# Сааведра (округ)
Округ Сааве́дра (ісп. Saavedra) — адміністративно-територіальна одиниця 2-ого рівня у провінції Буенос-Айрес в центральній Аргентині. Адміністративний центр округу — Пігве (ісп. Pigüé).
Населення округу становить 20749 осіб (2010). Площа — 3500 кв. км.

## Історія
Округ заснований у 1891 році.

## Населення
У 2010 році населення становило 20749 осіб. З них чоловіків — 10514, жінок — 10235.

## Політика
Округ належить до 6-ого виборчого сектору провінції Буенос-Айрес.